# Сакрални објекат у Смедеревској тврђави
У југоисточном делу Великог града Смедеревске тврђаве 1980-их су пронађени остаци сакралног објекта. Објекат је током година био православна и католичка црква, као и џамија.

## Триконхална црква
Најстарији пронађени остаци су остаци триконхалне цркве из 10. века. Централни део цркве је квадратног облика, страница 2,35 m. На квадрат су прикључене три апсиде са севера, југа и истока. Све апсиде су истих димензија, дубине им износе по 2 метра. Дебљине зидова су различите и крећу се од 90 до 100 cm. Зидови су грађени од ломљеног камена и опеке у малтеру, а темељи су од крупних комада ломљеног камена. Патос цркве је сачињен од слоја малтера са правоугаоним плочама на њему. У шуту пронађеном у цркви је било неколико фрагмената плоча од мермера. Највероватније су оне биле у функцији патоса цркве.

## Црква из 15. века
Истраживања су показала да је касније у 15. веку на темељима претходне триконхалне цркве сазидана једнобродна црква са полукружном олтарском апсидом. Црква је била дугачка 19 m, а у равни певница широка 15,30 m. У средишњем делу се налазила часна трпеза у виду зиданог стубца, димензија 1,50 са 1,50 метра. Зидови су слабо очувани, јер је касније објекат рушен и надограђиван. Очувани су певнички зид и део северног зида. Од западног дела зида је сачуван само темељ, тако да се не знају димензијама некадашњег улаза. Претпостаља се да на улазу нису била врата, него пиластери. Спољна фасада је била малтерисана. Пронађена је камена пластика која је красила цркву. Током ископавања је у источној певници пронађен фреско-малтер,  само у шуту, и то једино у простору олтарске апсиде.  То значи да је бар олтарски део био живописан. Пронађен је и фрагмент розете моравског типа. 

## Мењање намене цркве
Током година сакрални објекат се мењао, постао је прво џамија, која је постојала у том својству све до двадесетих година 18. века, када је претворена у католичку цркву. На комплексу су вршене многе преправке. У следећој фази градње је порушена и проширена стара апсида, а нова апсида је имала облик полуелипсе. Није познато тачано време ове преправке. Веће промене су прављене након претварања цркве у џамију Мехмеда Освајача. Тада се препознају три етапе. У првој етапи је дограђен јужни анекс и михраб. Због повезивања новог анекса са остатком храма, пробија се западни зид јужне певнице. У наредној етапи је сазидан западни анекс дугачак 11,80 и широк 10,30 m и дограђени су зидови који се разликују од старијих по томе што су тањи. Последња етапа је била повезивање западног и јужног анекса, као и изградња једног новог зида, уз одговарајућа рушења. Темељи овог сакралног објекта су 2012. године обновљени.

## Археолошка ископавања
Током археолошких истраживања у унутрашњем простору цркве пронађено је 32 укопа, а још више их је пронађено у околини цркве. Укупно их је било више од 120. Гробови се налазе у неколико културних хоризоната, што значи да су сахрањивали људе овде док је некропола била православна и католичка црква и џамија. У неким гробовима су пронађени и ексери, што указује на то да су се користили и сандуци. Такође су пронађени и прилози уз тела. Трагови цркве се могу наћи свуда по Великом граду. Током ископавања хамама у северном делу Великог града су пронађени делови розете и преплетених орнамената, који су красили цркву. Најзначајнији налаз се десио током реконструкције темеља цркве 2012. године. Пронађен је гроб старије жене у ком су се налазиле златне минђуше са грбом византијске породице Палеолог и мограмима М. П. А. што су иницијали Марије Палеолог, друге жене Стефана Дечанског.